# بافيل دولجوف
بافيل دولجوف (بالروسية: Долгов, Павел Владимирович)‏ (16 أغسطس 1996 بمامونوفو في روسيا - ) هو لاعب كرة قدم روسي في مركز الهجوم. لعب مع أنجي محج قلعة وتوربيدو جودينو وزينيت سانت بطرسبرغ وFC Anzhi-2 Makhachkala ‏ وFC Zenit-2 Saint Petersburg ‏.

## روابط خارجية
- بافيل دولجوف على موقع قاعدة بيانات كرة القدم.إي يو (الإنجليزية)
- بافيل دولجوف على موقع Soccerway.com (الإنجليزية)
- بافيل دولجوف على موقع عالم كرة القدم.نت (الإنجليزية)
- بافيل دولجوف على موقع AS.com (الإسبانية)